# Euchalcia cuprescens
Euchalcia cuprescens är en fjärilsart som beskrevs av Claude Dufay 1965. Euchalcia cuprescens ingår i släktet Euchalcia och familjen nattflyn. Inga underarter finns listade i Catalogue of Life.